# Manihalvön
Manihalvön (äldre namn Maina) är den mellersta av Peloponnesos tre halvöar i Grekland.
Mani är ett otillgängligt bergsland som på flera platser når över 1 000 meter över havet. Bergen utgör en utlöpare av bergskedjan Pentadaktylon. Innevånarna på Manihalvön kallas mainoter eller mainoter. Befolkningen försörjde sig främst som herdar, och var under lång tid mer självständiga än den övriga grekiska befolkningen. Man hade ett utpräglat ättesamhälle med en utpräglad krigarkultur. Inom vissa familjer fanns en ärftlig hövdingvärdighet, "bej". Blodshämnd och röveri mot andra folkgrupper präglade mainoternas kultur.